# Elektrikář

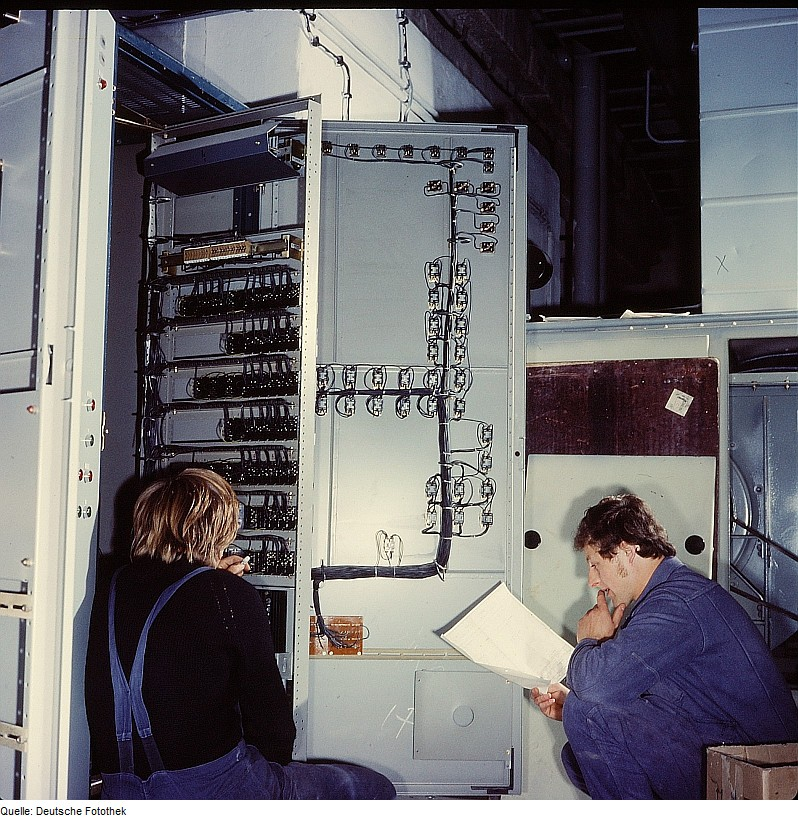
Elektrikáři při práci na rozváděči průmyslového objektu

Elektrikář je odborný řemeslník provádějící práce související s elektrickým vedením a též provozem slaboproudých i silnoproudých elektrických přístrojů. Ve své pracovní činnosti tato vedení či přístroje montuje, opravuje a seřizuje. Věnuje se též bezdrátovým přenosovým systémům.
Aby mohl tuto činnosti vykonávat, musí absolvovat teoretické vzdělání, a to alespoň střední odborné vzdělání zakončené ziskem výučního listu. Svoji odbornou způsobilost v elektrotechnice musí prokázat složením odborné zkoušky podle zákona 250/2021 Sb. a NV 194/2022 Sb. (dříve vyhlášky č. 50/1978 Sb.), a to v rozsahu požadovaném příslušným ustanovením vyhlášky. Nutnou podmínkou k oprávnění je i dostatečná doba praxe v elektrotechnice.

## Živnost
Aby elektrikář mohl pracovat samostatně dodavatelsky, typicky jako OSVČ, musí si ke své řemeslné živnosti nechat potvrdit odbornou způsobilost v elektrotechnice, kterou, pro práce obecněji na vyhrazených technických zařízeních, potvrzuje Technická inspekce ČR (TIČR). Pro podnikání je organizačně požadován alespoň § 8 vyhlášky: pro tíhu zodpovědnosti vůči zákazníkům. Přitom na stejnou praktickou technickou činnost často postačí i jen § 6, rozdíl je v „dodavatelské činnosti“.
Podobně i firma s elektrotechnickým zaměřením, aby mohla působit a podnikat na základě svého řemeslného živnostenského oprávnění v elektrotechnice, potřebuje jakožto právnická osoba svého odborného garanta, fyzickou osobu s danou odbornou kvalifikací, s níž je ve smluvním vztahu, běžně zaměstnaneckém, a jež za firmu je registrována v evidenci řemeslných oprávnění, opět u TIČR.

## Známé osobnosti spojené s elektrotechnikou
K veřejně známým vyučeným elektrikářům v České republice patřil zpěvák Karel Gott nebo fotbalista Petr Švancara.